# Lê Tuấn Minh
Dans ce nom vietnamien, le nom de famille, Lê, précède le nom personnel.
Lê Tuấn Minh est un joueur d'échecs vietnamien né le 21 octobre 1996 à Hanoï, grand maître international depuis 2022.
Au 1er août 2022, il est le numéro trois vietnamien avec un classement Elo de 2 542 points.

## Biographie et carrière
Lê Tuấn Minh remporta le championnat du Vietnam d'échecs en 2020.
Il finit premier ex æquo du World Open en juillet 2022. Il reçoit le titre de grand maître international le 18 août 2022.